# Pobrežje (miasto Dubrownik)
Pobrežje – wieś w Chorwacji, w żupanii dubrownicko-neretwiańskiej, w mieście Dubrownik. W 2011 roku liczyła 118 mieszkańców.